# الاستفتاء الدستوري المصري 2019
أُجري استفتاء على تعديلات دستورية في مصر في الفترة من 20 إلى 22 أبريل 2019. وتسمح التغييرات المقترحة للرئيس عبد الفتاح السيسي بالبقاء في السلطة حتى عام 2030؛ والذي بموجب دستور 2014 قبل التعديل كان سيُمنع من المنافسة في الانتخابات المقرر إجراؤها في عام 2022. أيضًا أضيف للمادة المتعلقة بدور القوات المسلحة نص يشير إلى أنها مسؤولة عن الدفاع عن مقومات الدولة ومدنيتها. في 23 أبريل أعلنت الهيئة الوطنية للانتخابات الموافقة على التغييرات بنسبة 88.83% ومعارضة 11.17% بمشاركة أكثر من 27 مليون مواطن وفقًا للجنة.

## الخلفية
في 16 أبريل 2019، وافق البرلمان على إدخال تغييرات على الدستور. وبعد موافقة البرلمان على المقترحات، أصبح من المطلوب إجراء استفتاء في غضون ثلاثين يومًا. كله هلس

## التعديلات المقترحة
عُدّلت المادة 140 لإطالة فترة الولاية الرئاسية من أربع إلى ست سنوات، واستحدثت المادة 241 الانتقالية لإطالة فترة حكم السيسي وقتها والسماح له بالترشح لفترة إضافية في المنصب، فيما رآه البعض تحديًّا للنص المحصن في المادة 226 من الدستور القائم آنذاك، والذي يمنع في كل الأحوال التغييرات على النصوص الخاصة بإعادة انتخاب رئيس الجمهورية. وتؤدي تغييرات أخرى إلى استعادة قدرة الرئيس على تعيين نواب الرئيس (التي ألغيت في عام 2012) وتعزيز سلطات الرئيس على السلطة القضائية، مع إدخال تعديلات على المواد 185 و189 و193 لجعل الرئيس رئيساً للمجلس الأعلى للقضاء الذي يعين المدعي العام والقيادات القضائية، بالإضافة إلى منح الرئيس سلطة تعيين رئيس المحكمة الدستورية العليا مباشرة.
ويزيد اثنان من التعديلات المقترحة من دور الجيش في الحكومة، مع تغيير في المادة 200 لينص على أنه ينبغي للجيش «الحفاظ على الدستور والديمقراطية، والحفاظ على الدعائم الأساسية للدولة وطابعها المدني، والحفاظ على مكاسب الشعب، وحقوق وحريات الأفراد». ويجعل تعديل المادة 234 دور الجيش في اختيار وزير الدفاع شرطا دائما.
وتجعل المزيد من التعديلات المقترحة من البرلمان هيئة مؤلفة من مجلسين، مع استعادة المجلس الأعلى الملغى في عام 2014 بوصفه مجلس الشيوخ، وهو يتألف من 120 عضوا منتخبين و60 عضوا يعينهم الرئيس. ويقلل إدخال تغييرات على المادة 102 من عدد أعضاء مجلس النواب من 596 إلى 450، مع تخصيص ما لا يقل عن 112 مقعدا للنساء.

### نص التعديلات
أوردت عدد من الصحف المصرية نص التعديلات، بعد موافقة البرلمان عليها يوم 14 أبريل 2019 

#### مدة الرئاسة، فتح المرات شرط عدم التتالي، استثناء الرئيس الحالي
- المادة 140 الفقرة الأولى (استبدال)

| النص القديم | النص الجديد |
| --- | --- |
| يُنتخب رئيس الجمهورية لمدة أربع سنوات ميلادية، تبدأ من اليوم التالى لانتهاء مدة سلفه، ولا يجوز إعادة انتخابه إلا لمرة واحدة. | يُنتخب رئيس الجمهورية لمدة ست سنوات ميلادية، تبدأ من اليوم التالى لانتهاء مدة سلفه، ولا يجوز أن يتولى الرئاسة لأكثر من مدتين رئاسيتين متتاليتين. |

- مادة 241 مكرر (مستحدثة)

تنتهى مدة رئيس الجمهورية الحالى بانقضاء ست سنوات من تاريخ إعلان انتخابه رئيساً للجمهورية في 2018، ويجوز إعادة انتخابه لمرة تالية.

#### الرئيس يعين رؤساء الهيئات القضائية والنائب العام
- المادة 185 (استبدال)

| النص القديم | النص الجديد |
| --- | --- |
| تقوم كل جهة، أو هيئة قضائية على شئونها، ويكون لكل منها موازنة مستقلة، يناقشها مجلس النواب بكامل عناصرها، وتدرج بعد إقرارها في الموازنة العامة للدولة رقماً واحداً، ويؤخذ رأيها في مشروعات القوانين المنظمة لشئونها. | تقوم كل جهة أو هيئة قضائية على شئونها، ويؤخذ رأيها في مشروعات القوانين المنظمة لشئونها، ويكون لكل منها موازنة مستقلة. ويعين رئيس الجمهورية رؤساء الجهات والهيئات القضائية من بين أقدم سبعة من نوابهم، وذلك لمدة أربع سنوات، أو للمدة الباقية حتى بلوغه سن التقاعد، أيهما أقرب، ولمرة واحدة طوال مدة عمله، وذلك على النحو الذي ينظمه القانون. ويقوم على شئونها المُشتركة مجلس أعلى للجهات والهيئات القضائية، يرأسه رئيس الجمهورية، وعضوية رئيس المحكمة الدستورية العليا، ورؤساء الجهات والهيئات القضائية، ورئيس محكمة استئناف القاهرة، والنائب العام. ويكون للمجلس أمين عام، يصدر بتعيينه قرار من رئيس الجمهورية للمدة التي يحددها القانون وبالتناوب بين الجهات أعضاء المجلس. ويحل محل رئيس الجمهورية عند غيابه من يفوضه من بين رؤساء الجهات والهيئات القضائية. ويختص المجلس بالنظر في شروط تعيين أعضاء الجهات والهيئات القضائية وترقيتهم وتأديبهم، ويؤخذ رأيه في مشروعات القوانين المنظمة لشئون هذه الجهات والهيئات، وتصدر قراراته بموافقة أغلبية أعضائه على أن يكون من بينهم رئيس المجلس. |

- المادة 189 الفقرة الثانية (استبدال)

| النص القديم | النص الجديد |
| --- | --- |
| ويتولى النيابة العامة نائب عام يختاره مجلس القضاء الأعلى، من بين نواب رئيس محكمة النقض، أو الرؤساء بمحاكم الاستئناف، أو النواب العامين المساعدين، ويصدر بتعيينه قرار من رئيس الجمهورية لمدة أربع سنوات، أو للمدة الباقية حتى بلوغه سن التقاعد، أيهما أقرب، ولمرة واحدة طوال مدة عمله. | ويتولى النيابة العامة نائب عام، يصدر بتعيينه قرار من رئيس الجمهورية من بين ثلاثة يرشحهم مجلس القضاء الأعلى، من بين نواب رئيس محكمة النقض، والرؤساء بمحاكم الإستئناف، والنواب العامين المساعدين، وذلك لمدة أربع سنوات، أو للمدة الباقية حتى بلوغه سن التقاعد، أيهما أقرب، ولمرة واحدة طوال مدة عمله. |

- المادة 193 الفقرة الثالثة (استبدال)

| النص القديم | النص الجديد |
| --- | --- |
| وتختار الجمعية العامة رئيس المحكمة من بين أقدم ثلاثة نواب لرئيس المحكمة، كما تختار نواب الرئيس، وأعضاء هيئة المفوضين بها، ويصدر بتعيينهم قرار من رئيس الجمهورية، وذلك كله على النحو المبين بالقانون. | ويختار رئيس الجمهورية رئيس المحكمة الدستورية من بين أقدم خمسة نواب لرئيس المحكمة. ويعين رئيس الجمهورية نواب رئيس المحكمة من بين اثنين ترشح أحدهما الجمعية العامة للمحكمة ويرشح الآخر رئيس المحكمة. ويعين رئيس هيئة المفوضين وأعضاؤها بقرار من رئيس الجمهورية بناءً على ترشيح رئيس المحكمة وبعد أخذ رأى الجمعية العامة للمحكمة، وذلك كله على النحو المبين بالقانون. |

#### تقليص صلاحيات مجلس الدولة
- المادة 190 (استبدال)

| النص القديم | النص الجديد |
| --- | --- |
| مجلس الدولة جهة قضائية مستقلة، يختص دون غيره بالفصل في المنازعات الإدارية، ومنازعات التنفيذ المتعلقة بجميع أحكامه، كما يختص بالفصل في الدعاوى والطعون التأديبية، ويتولى وحده الإفتاء في المسائل القانونية للجهات التي يحددها القانون، ومراجعة، وصياغة مشروعات القوانين والقرارات ذات الصفة التشريعية، ومراجعة مشروعات العقود التي تكون الدولة، أو إحدى الهيئات العامة طرفاً فيها، ويحدد القانون اختصاصاته الأخرى. | مجلس الدولة جهة قضائية مستقلة، يختص دون غيره بالفصل في المنازعات الإدارية، ومنازعات التنفيذ المتعلقة بجميع أحكامه، كما يختص بالفصل في الدعاوى والطعون التأديبية، ويتولى الإفتاء في المسائل القانونية للجهات التي يحددها القانون، ومراجعة مشروعات القوانين والقرارات ذات الصفة التشريعية، التي تحال إلية ومراجعة مشروعات العقود التي يحددها ويحدد قيمتها القانون، وتكون الدولة أو إحدى الهيئات العامة طرفاً فيها، ويحدد القانون اختصاصاته الأخرى. |

#### تغيير دور القوات المسلحة
- المادة 200 الفقرة الأولى (استبدال)

| النص القديم | النص الجديد |
| --- | --- |
| القوات المسلحة ملك للشعب، مهمتها حماية البلاد، والحفاظ على أمنها وسلامة أراضيها، والدولة وحدها هى التي تنشئ هذه القوات، ويحظر على أي فرد أو هيئة أو جهة أو جماعة إنشاء تشكيلات أو فرق أو تنظيمات عسكرية أو شبه عسكرية. | القوات المسلحة ملك للشعب، مهمتها حماية البلاد، والحفاظ على أمنها وسلامة أراضيها، وصون الدستور والديمقراطية، والحفاظ على المقومات الأساسية للدولة ومدنيتها، ومكتسبات الشعب وحقوق وحريات الأفراد، والدولة وحدها هى التي تنشئ هذه القوات، ويحظر على أى فرد أو هيئة أو جهة أو جماعة إنشاء تشكيلات أو فرق أو تنظيمات عسكرية أو شبه عسكرية. |

#### توسيع نطاق المحاكمات العسكرية
- المادة 204 الفقرة الثانية (استبدال)

| النص القديم | النص الجديد |
| --- | --- |
| ولا يجوز محاكمة مدنى أمام القضاء العسكرى، إلا في الجرائم التي تمثل اعتداءً مباشراً على المنشأت العسكرية أو معسكرات القوات المسلحة أو ما في حكمها، أو المناطق العسكرية أو الحدودية المقررة كذلك، أو معداتها أو مركباتها أو أسلحتها أو ذخائرها أو وثائقها أو أسرارها العسكرية أو أموالها العامة أو المصانع الحربية، أو الجرائم المتعلقة بالتجنيد، أو الجرائم التي تمثل اعتداءً مباشراً على ضباطها أو أفرادها بسبب تأدية أعمال وظائفهم. | ولا يجوز محاكمة مدنى أمام القضاء العسكرى، إلا في الجرائم التي تمثل اعتداءً على المنشآت العسكرية أو معسكرات القوات المسلحة أو ما في حكمها أو المنشآت التي تتولى حمايتها، أو المناطق العسكرية أو الحدودية المقررة كذلك، أو معداتها أو مركباتها أو أسلحتها أو ذخائرها أو وثائقها أو أسرارها العسكرية أو أموالها العامة أو المصانع الحربية، أو الجرائم المتعلقة بالتجنيد، أو الجرائم التي تمثل اعتداءً مباشرًا على ضباطها أو أفرادها بسبب تأدية أعمال وظائفهم. |

#### تحويل مواد انتقالية لدائمة
- المادة 234 (استبدال)

| النص القديم | النص الجديد                                                     |
| --- | --------------------------------------------------------------- |
| يكون تعيين وزير الدفاع بعد موافقة المجلس الأعلى للقوات المسلحة، وتسرى أحكام هذه المادة لدورتين رئاسيتين كاملتين اعتبارا من تاريخ العمل بالدستور. | يكون تعيين وزير الدفاع بعد موافقة المجلس الأعلى للقوات المسلحة. |

- المادة 243 (استبدال)

| النص القديم | النص الجديد                                                                                             |
| --- | --- |
| تعمل الدولة على تمثيل العمال والفلاحين تمثيلاً ملائماً في أول مجلس للنواب يُنتخب بعد إقرار هذا الدستور، وذلك على النحو الذي يحدده القانون. | تعمل الدولة على تمثيل العمال والفلاحين تمثيلاً ملائماً في مجلس النواب، وذلك على النحو الذي يُحدده القانون. |

- المادة 244 (استبدال)

| النص القديم | النص الجديد |
| --- | --- |
| تعمل الدولة على تمثيل الشباب والمسيحيين والاشخاص ذوي الإعاقة والمصريين المقيميين في الخارج، تمثيلاً ملائماً في أول مجلس للنواب يُنتخب بعد إقرار هذا الدستور، وذلك على النحو الذي يحدده القانون. | تعمل الدولة على تمثيل الشباب والمسيحيين والأشخاص ذوى الإعاقة والمصريين المقيمين في الخارج تمثيلاً ملائماً في مجلس النواب، وذلك على النحو الذي يحدده القانون. |

- يُحذف عنوانى الفصلين الأول والثانى من الباب السادس من الدستور.

#### استحداث نائب لرئيس الجمهورية
- مادة 150 مكرر (مستحدثة)

```
لرئيس الجمهورية أن يعين نائباً له أو أكثر، ويحدد اختصاصاتهم، وله أن يفوضهم في بعض اختصاصاته، وأن يعفيهم من مناصبهم، وأن يقبل استقالتهم.
```

ويؤدى نواب رئيس الجمهورية قبل تولى مهام مناصبهم اليمين المنصوص عليها في المادة 144 من الدستور أمام رئيس الجمهورية.
وتسرى في شأن نواب رئيس الجمهورية الأحكام الواردة بالدستور في المواد 141، 145، 173.
- المادة 160 الفقرة الأولى (استبدال)

| النص القديم                                                                          | النص الجديد |
| ------------------------------------------------------------------------------------ | --- |
| إذا قام مانع مؤقت يحول دون مباشرة رئيس الجمهورية لسلطاته، حل محله رئيس مجلس الوزراء. | إذا قام مانع مؤقت يحول دون مباشرة رئيس الجمهورية لسلطاته، حل محله نائب رئيس الجمهورية أو رئيس مجلس الوزراء عند عدم وجود نائب لرئيس الجمهورية أو تعذر حلوله محله. |

- المادة 160 الفقرة الأخيرة (استبدال)

| النص القديم | النص الجديد |
| --- | --- |
| ولا يجوز لرئيس الجمهورية المؤقت أن يترشح لهذا المنصب، ولا أن يطلب تعديل الدستور، ولا أن يحل مجلس النواب، ولا أن يقيل الحكومة. | ولا يجوز لمن حل محل رئيس الجمهورية، أو لرئيس الجمهورية المؤقت، أن يطلب تعديل الدستور، ولا أن يحل مجلس النواب أو مجلس الشيوخ، ولا أن يُقيل الحكومة. كما لا يجوز لرئيس الجمهورية المؤقت أن يترشح لهذا المنصب. |

#### تركيبة مجلس النواب
- المادة 102 الفقرة الأولى (استبدال)

| النص القديم                                                                                    | النص الجديد |
| ---------------------------------------------------------------------------------------------- | --- |
| يشكل مجلس النواب من عدد لا يقل عن أربعمائة وخمسين عضوا، ينتخبون بالاقتراع العام السرى المباشر. | يُشكل مجلس النواب من عدد لا يقل عن أربعمائة وخمسين عضوا، يُنتخبون بالاقتراع العام السرى المباشر، على أن يُخصص للمرأة ما لا يقل عن ربع إجمالى عدد المقاعد. |

- المادة 102 الفقرة الثالثة (استبدال)

| النص القديم | النص الجديد |
| --- | --- |
| ويبين القانون شروط الترشح الأخرى، ونظام الانتخاب، وتقسيم الدوائر الانتخابية، بما يراعى التمثيل العادل للسكان، والمحافظات، والتمثيل المتكافئ للناخبين، ويجوز الأخذ بالنظام الانتخابى الفردى أو القائمة أو الجمع بأي نسبة بينهما. | ويُبين القانون شروط الترشح الأخرى، ونظام الانتخاب، وتقسيم الدوائر الانتخابية بما يُراعى التمثيل العادل للسكان، والمحافظات، ويجوز الأخذ بالنظام الانتخابى الفردى أو القائمة أو الجمع بأى نسبة بينهما. |

- مادة 244 مكرر (مستحدثة)

يسرى حكم الفقرة الأولى من المادة (102) المعدلة اعتباراً من الفصل التشريعى التالى للفصل القائم.

#### استحداث مجلس الشيوخ
- مادة 249 (مستحدثة)

يؤخذ رأى مجلس الشيوخ فيما يأتى:
- - الاقتراحات الخاصة بتعديل مادة أو أكثر من مواد الدستور.
  - مشروع الخطة العامة للتنمية الاجتماعية والاقتصادية.
  - معاهدات الصلح والتحالف وجميع المعاهدات التي تتعلق بحقوق السيادة.
  - مشروعات القوانين ومشروعات القوانين المكملة للدستور التي تحال إليه من رئيس الجمهورية أو مجلس النواب.
  - ما يحيله رئيس الجمهورية إلى المجلس من موضوعات تتصل بالسياسة العامة للدولة أو بسياستها في الشئون العربية أو الخارجية.

ويبلغ المجلس رأيه في هذه الأمور إلى رئيس الجمهورية ومجلس النواب.
- مادة 250 (مستحدثة)

يُشكل مجلس الشيوخ من عدد من الأعضاء يُحدده القانون على ألا يقل عن (180) عضواً. وتكون مدة عضوية مجلس الشيوخ خمس سنوات، تبدأ من تاريخ أول اجتماع له، ويجرى انتخاب المجلس الجديد خلال الستين يوما السابقة على انتهاء مدته. وينتخب ثلثا أعضائه بالاقتراع العام السرى المباشر، ويعين رئيس الجمهورية الثلث الباقى. ويجرى انتخاب وتعيين أعضاء مجلس الشيوخ على النحو الذي ينظمه القانون.
- مادة 251 (مستحدثة)

يشترط فيمن يترشح لعضوية مجلس الشيوخ أو من يعين فيه أن يكون مصرياً، متمتعاً بحقوقه المدنية والسياسية، حاصلاً على مؤهل جامعى أو ما يعادله على الأقل، وألا يقل سنه يوم فتح باب الترشح عن خمس وثلاثين سنة ميلادية.
ويبين القانون شروط الترشح الأخرى، ونظام الانتخاب، وتقسيم الدوائر الانتخابية بما يُراعى التمثيل العادل للسكان والمحافظات، ويجوز الأخذ بالنظام الانتخابى الفردى أو القائمة أو الجمع بأى نسبة بينهما.
- مادة 252 (مستحدثة)

لا يجوز الجمع بين عضوية مجلس الشيوخ ومجلس النواب.
- مادة 253 (مستحدثة)

رئيس مجلس الوزراء ونوابه والوزراء وغيرهم من أعضاء الحكومة غير مسئولين أمام مجلس الشيوخ.
- مادة 254 (مستحدثة)

تسرى في شأن مجلس الشيوخ الأحكام الواردة بالدستور في المواد 103، 104، 105، 107، 108، 109، 110، 111، 112، 113، 114، 115، 116، 117، 118، 119، 120، (121/ فقرة 1، 2)، 132، 133، 136، 137، وذلك فيما لا يتعارض مع الأحكام الواردة في هذا الباب، وعلى أن يباشر الاختصاصات المقررة في المواد المذكورة مجلس الشيوخ ورئيسه.

## ردود الفعل
وصفت التعديلات بأنها تهدف أساسا إلى تمديد حكم عبد الفتاح السيسي. ووفقا ليورونيوز، فالتعديلات تعتبر على نطاق واسع بدافع من السيسي والمحيطين به وأجهزة الأمن والمخابرات، وهم من في أيديهم السلطة الحقيقية في مصر، وجاءت المقترحات بعد شهور من التكهن بأن الرئاسة تستعد للدفع بتعديلات دستورية من خلال «برلمان مطيع». ويقول معارضو التعديلات إن مصر شهدت في رئاسة السيسي الذي انتخب أول مرة في 2014 والذي أعيد انتخابه في مارس/ آذار أمام منافس مؤيد له بشدة «أسوأ فترة قمع سياسي في تاريخها الحديث»، وإن الإصلاحات الاقتصادية التي أجراها لم تعد بالفائدة على المصريين العاديين، بينما يشير المؤيدون إلى تحسن مؤشرات الاقتصاد الكلي لمصر، ويرون إنه يستحق وقتا أطول للبناء على تلك الإصلاحات. ووفقا لفرانس 24، تظل معارضة التعديلات الدستورية محصورة تقريبا على مواقع التواصل الاجتماعي في ظل تأييد الغالبية الساحقة من وسائل الإعلام، وخاصة التلفزيون، للسيسي، وتعمد خفض نبرة الأصوات الناقدة، والتي تعيش عادة في المنفى. ورغم اللافتات التي تغطي معظم شوارع القاهرة والمدن المصرية، تأييدا للتعديلات الدستورية، يرى المعارضون أن هذه اللافتات الدعائية، ليست تعبيرا عن الواقع الحقيقي، وأنه لا يمكن لأحد الإعراب سوى عن التأييد في ظل الظروف الحالية. ورغم وجود نقاشات عبر وسائل التواصل الاجتماعي بين مؤيد ومعارض، إلا أن البعض يرى أن هذه النقاشات لا تمثل الجانب الأكبر من المصريين، وأنها محصورة في أوساط الطبقة الواعية، في حين أن الجانب الأكبر من المصريين لا يهتم بمعرفة طبيعة التعديلات المقترحة بسبب الظروف الاقتصادية الصعبة.
ادعى زعيم حزب الدستور خالد داود أن المقترحات هي عبارة عن استيلاء على السلطة، في حين تحدثت الحركة المدنية الديمقراطية ضد التعديلات. أُطلقت حملة باسم «باطل» في الأسبوع الذي يبدأ في 7 أبريل للاعتراض على التعديلات المقترحة. ومع ذلك، أغلق الموقع الشبكي للحملة في 9 أبريل 2019 بعد جمع أكثر من 60,000 توقيع ضد التغييرات؛ ووفقا لمنظمة NetBlocks، قامت الحكومة في وقت لاحق بإغلاق ما يزيد على 34,000 من النطاقات الأخرى من أجل تقييد الوصول إلى موقع الحملة. ومن بين الأحزاب والمنظمات الأخرى التي تعترض على هذه التعديلات أيضاً الحزب العربي الديمقراطي الناصري والاشتراكيين الثوريين.
وفقا لإسماعيل عزام من دويتشه فيله، تتضمن التعديلات سلطات «تفوق ما كان أيام مبارك»، وهناك من يرى أن تعديلاً من هذا القبيل قد يكون مقدمة لتعديلات أخرى قادمة تتيح للسيسي البقاء فترة أطول في حكم مصر، أو حتى مدى الحياة، بحسب حسن نافعة أستاذ العلوم السياسية بجامعة القاهرة. ووفقا لعمرو مجدي من منظمة «هيومن رايتس ووتش»، فالسلطة «تريد أن تنصّ على الاستبداد في الدستور، وللبدء بذلك يجب أن يبقى الرئيس لمدة أطول». ويرى عبد العظيم حماد، مدير تحرير صحيفة الأهرام سابقاً، إن نظام الرئيس المصري عبد الفتاح السيسي مستقر بالفعل دون جدال أو نقاش «لكن ما نراهن عليه هو أن تحدث عملية تهدئة وانفتاح سياسي خاصة بعد أن حقق الرجل كل ما يريد واستقر في منصبه دون قلق حتى 2030 هذا هو رهان النخبة السياسية والمثقفة في مصر»، ويتفق معه عمار علي حسن الكاتب وخبير الاجتماع السياسي، ويرى أن التعديلات الدستورية «خطيرة». ووفقا لدويتشه فيله، يقول معارضون إن مكتسبا أساسيا من مكتسبات ثورة 2011 التي أطاحت بحسني مبارك بعد 30 عاما في الحكم وهو الانتقال السلمي للسلطة بات مهددا. ويقولون إن السيسي والدائرة المحيطة به وقادة الأجهزة الأمنية والمخابرات يقفون وراء التعديلات. ويأتي ذلك في الوقت الذي أعلنت فيه عدة منظمات حقوقية عن رفضها لإجراء الاستفتاء بحجة أنه «يتم في مناخ قمعي سلطوي، قائم على مصادرة الرأي الآخر وتشويه وترهيب المعارضين». ويرى ستيفن كوك من مجلس العلاقات الخارجية (وهو مركز أبحاث مستقل في الولايات المتحدة) أن «هذا جزء من تعزيز السيسي لسلطته». ويرى معارضون أن التعديلات تركز مزيدا من السلطات في يدي رئيس تقول جماعات لحقوق الإنسان إن عهده يشهد «حملة لقمع الحريات». وانتقدت منظمة «هيومن رايتس ووتش» الدولية التعديلات على الدستور المصري واعتبرتها «خطوة لتعزيز الحكم السلطوي» في مصر. كما انتقدت منظمة العفو الدولية التعديلات واعتبرتها «ازدراء تاما» لحقوق الإنسان. وأعربت وزارة الخارجية الألمانية عن قلقها من توسيع دور السلطة التنفيذية في التعديلات. وقال البرادعي «: ثار المصريون ضد نظام» أنا ربكم الأعلى«الذي يتمتع فيه الرئيس بصلاحيات تناقض أي نظام ديمقراطي ويبقى في الحكم إلى أبد الآبدين. تعديل الدستور في هذا الاتجاه إهانة لشعب قام بثورة لينتزع حريته وعودة سافرة إلى ما قبل يناير. لا نتعلم أبداً وفي كل مرة ندفع ثمناً باهظاً يُرجعنا للوراء!». وانتقد خالد علي وحسام بدراوي وعلاء الأسواني السماح للسيسي بالحصول على فترة ثالثة. وأعرب تكتل "25-30"، وهو ائتلاف معارض من 16 نائبا برلمانيا، عن رفضه للتعديلات، واعتبرها «تعديا على مبدأ تداول السلطة». ووفقا لمنظمة «الشفافية الدولية»، ستؤدي التعديلات في حال تمريرها إلى ترسيخ مزيد من السلطة بيد الرئيس، وتعد «عودة إلى مظاهر الحكم الاستبدادي»، وتتناقض مع تصريحات السيسي في 2017. وترى شركة «صوفان سنتر» للتحليل الأمني أن التعديلات الدستورية «ستقوي قبضة السيسي على النظام السياسي في مصر».
على الجانب الآخر يرى محمد أبو حامد، أحد أعضاء البرلمان الذين أيدوا التعديلات الدستورية أن التغييرات ضرورية. وقال أن السيسي «اتخذ تدابير سياسية واقتصادية وأمنية مهمة... (و) يجب أن يواصل إصلاحاته»، وقال إن بقاء السيسي في السلطة يعكس «إرادة الشعب». ويقول أنصار السيسي إن التعديلات ضرورية لمنحه مزيدا من الوقت لإكمال مشاريع تنموية كبرى وإصلاحات اقتصادية بدأها. وينفي المسؤولون المصريون أن السلطات تضيق الخناق على المعارضة، ويقولون إن جميع المصريين أتيحت لهم فرص إبداء الرأي في التعديلات، وأن مختلف وجهات النظر ممثلة فيها، إلا أن المعارضين والنشطاء يقولون أن هناك «حملة واسعة» على المعارضة السياسية.

## استشهادات
1. ↑  "Egypt to vote on extending Sisi's term on April 20-22". الجزيرة (قناة). 17 أبريل 2019. مؤرشف من الأصل في 2019-05-29. اطلع عليه بتاريخ 2019-04-17.
2. 1 2 3 4 5  "Egypt constitutional changes could mean Sisi rule until 2030". بي بي سي. 16 أبريل 2019. مؤرشف من الأصل في 2019-04-20. اطلع عليه بتاريخ 2019-04-17.
3. ↑  "الهيئة الوطنية للانتخابات: 88.83% نسبة الموافقة على التعديلات الدستورية". بوابة الأهرام. 23 أبريل 2019. مؤرشف من الأصل في 2019-04-26. اطلع عليه بتاريخ 2019-04-23.
4. ↑  "بنص الدستور .. لا يجوز تعديل مدة رئاسة الجمهورية". www.tahrirnews.com. مؤرشف من الأصل في 2019-11-12. اطلع عليه بتاريخ 2019-04-19.
5. 1 2  Gamal Essam El-Din (15 أبريل 2019). "Frequently Asked Questions about parliament's proposed amendments of Egypt's 2014 constitution". الأهرام (جريدة). مؤرشف من الأصل في 2019-04-18. اطلع عليه بتاريخ 2019-04-17.
6. ↑  "صور.. النص الكامل لمقترح التعديلات الدستورية قبل تصويت البرلمان عليها". اليوم السابع. 14 أبريل 2019. مؤرشف من الأصل في 2019-07-27. اطلع عليه بتاريخ 2019-04-20.
7. ↑  Musa، Developed By Heba (الأحد، 14 أبريل 2019 - 11:19 م). "ننشر الصيغة النهائية لـ«التعديلات الدستورية» بعد موافقة «تشريعية النواب»". بوابة اخبار اليوم. مؤرشف من الأصل في 15 أبريل 2019. اطلع عليه بتاريخ 2019-04-20. {{استشهاد ويب}}: تحقق من التاريخ في: |تاريخ= (مساعدة)
8. ↑  "تعرف على نص التعديلات الدستورية المطروحة للاستفتاء". دوت مصر. 20 أبريل 2019. مؤرشف من الأصل في 2019-04-22. اطلع عليه بتاريخ 2019-04-20.
9. ↑  ""الأهرام" ينشر مواد الدستور دستور لكل المصريين". الأهرام اليومي. اطلع عليه بتاريخ 2019-05-04.
10. ↑  "البرلمان المصري يبدأ مناقشة طلب تعديل الدستور". مونت كارلو الدولية / MCD. 12 فبراير 2019. مؤرشف من الأصل في 2019-07-07. اطلع عليه بتاريخ 2019-04-19.
11. 1 2  "كيف يخطط أنصار السيسي لتعديل الدستور المصري؟". arabic.euronews.com. مؤرشف من الأصل في 2019-04-19. اطلع عليه بتاريخ 2019-04-19.
12. 1 2  "المصريون يصوتون السبت على تعديلات دستورية تمدد حكم السيسي". فرانس 24 / France 24. 18 أبريل 2019. مؤرشف من الأصل في 2019-12-11. اطلع عليه بتاريخ 2019-04-20.
13. ↑  "هل تحظى التعديلات الدستورية بقبول في الشارع المصري؟" (بالإنجليزية البريطانية). 16 Apr 2019. Archived from the original on 2019-04-30. Retrieved 2019-04-20.
14. ↑  Egypt opposition urges voters to reject constitutional amendments، 18 أبريل 2019، مؤرشف من الأصل في 2019-11-29، اطلع عليه بتاريخ 2019-04-18 {{استشهاد}}: الوسيط غير المعروف |agency= تم تجاهله (مساعدة)
15. ↑  "Egypt blocks over 34,000 websites in attempt to 'shut down' constitutional amendments opposition campaign". مدى مصر. 16 أبريل 2019. مؤرشف من الأصل في 2019-05-30. اطلع عليه بتاريخ 2019-04-17.
16. ↑  "Egypt filters 34,000 domains in bid to block opposition campaign platform". نت بلوكس. 15 أبريل 2019. مؤرشف من الأصل في 2019-05-30. اطلع عليه بتاريخ 2019-04-17.
17. 1 2  Welle (www.dw.com), Deutsche. "صمت غربي ومعارضة "مقموعة".. هل يعتزم السيسي البقاء في السلطة للأبد؟ | DW | 17.04.2019". DW.COM (بar-AE). Archived from the original on 2019-04-19. Retrieved 2019-04-19.{{استشهاد ويب}}:  صيانة الاستشهاد: لغة غير مدعومة (link)
18. 1 2  Welle (www.dw.com), Deutsche. "السيسي وتعديل الدستور.. "دسترة" لواقع أم قلق خفي من المستقبل؟ | DW | 19.04.2019". DW.COM (بar-AE). Archived from the original on 2019-04-19. Retrieved 2019-04-19.{{استشهاد ويب}}:  صيانة الاستشهاد: لغة غير مدعومة (link)
19. 1 2 3  Welle (www.dw.com), Deutsche. "مصر.. أبرز النقاط في التعديلات الدستورية المثيرة للجدل | DW | 19.04.2019". DW.COM (بar-AE). Archived from the original on 2019-04-19. Retrieved 2019-04-19.{{استشهاد ويب}}:  صيانة الاستشهاد: لغة غير مدعومة (link)
20. 1 2  Welle (www.dw.com), Deutsche. "مصريو المهجر يصوتون على تعديلات دستورية تمدد حكم السيسي | DW | 19.04.2019". DW.COM (بar-AE). Archived from the original on 2019-04-19. Retrieved 2019-04-19.{{استشهاد ويب}}:  صيانة الاستشهاد: لغة غير مدعومة (link)
21. ↑  ""هيومن رايتس ووتش " تنتقد التعديلات الدستورية المقترحة في مصر، وأطباء سودانيون يطالبون بإطلاق سراح المعتقلين". BBC News Arabic. مؤرشف من الأصل في 2019-04-19. اطلع عليه بتاريخ 2019-04-19.
22. ↑  "ألمانيا تبدي قلقها بشأن تعديل الدستور في مصر". www.aljazeera.net. مؤرشف من الأصل في 2019-04-18. اطلع عليه بتاريخ 2019-04-19.
23. ↑  "تعرف على أبرز معارضي التعديلات الدستورية في مصر". الجزيرة مباشر. مؤرشف من الأصل في 2019-02-12. اطلع عليه بتاريخ 2019-04-19.
24. ↑  e.V، Transparency International. "الأبعاد الخطيرة للتعديلات الدستورية المقترحة في مصر". www.transparency.org. مؤرشف من الأصل في 2019-05-06. اطلع عليه بتاريخ 2019-04-19.